# Rafael Koussouris
Rafael Koussouris (* 2002 in München) ist ein deutscher Filmschauspieler.

## Leben
Rafael Koussouris ist Deutscher mit griechischen Wurzeln. Sowohl sein Großvater als auch seine Mutter arbeiteten beim Bayerischen Fernsehen. Er begann seine Filmkarriere als Kinderdarsteller mit der Hauptrolle des sechsjährigen Cenk Yılmaz in dem 2011 erschienenen erfolgreichen Kinofilm Almanya – Willkommen in Deutschland. Die Rolle erhielt er nach einem Casting, von dem seine Eltern über die Schulsekretärin erfahren hatten.

## Filmografie (Auswahl)
- 2011: Almanya – Willkommen in Deutschland
- 2013: SOKO Kitzbühel (Fernsehserie, Folge 12x11 Rückkehr ins Paradies)
- 2013: Der Alte (Fernsehserie, Folge 372/007 Tödliches Spiel)
- 2013: Die schwarzen Brüder
- 2014: Ice Is Melting (Kurzfilm)
- 2015: Abseits (Kurzfilm)
- 2017: Conni & Co 2 – Das Geheimnis des T-Rex
- 2017: Luna
- 2017: Fack ju Göhte 3
- 2017: Unter Verdacht (Fernsehreihe, Folge 1x28 Die Guten und die Bösen)
- 2018: Bella Germania (Dreiteiler des ZDF)
- 2019: Als Hitler das rosa Kaninchen stahl

## Auszeichnungen
- 2011: Kinder-Medien-Preis Der weiße Elefant als bester Nachwuchsdarsteller in Almanya – Willkommen in Deutschland[2]